# Warrensville Heights (Ohio)
Warrensville Heights es una ciudad ubicada en el condado de Cuyahoga en el estado estadounidense de Ohio. En el Censo de 2010 tenía una población de 13542 habitantes y una densidad poblacional de 1.263,86 personas por km².

## Geografía
Warrensville Heights se encuentra ubicada en las coordenadas 41°26′21″N 81°31′18″O / 41.43917, -81.52167. Según la Oficina del Censo de los Estados Unidos, Warrensville Heights tiene una superficie total de 10.71 km², de la cual 10.7 km² corresponden a tierra firme y (0.12%) 0.01 km² es agua.

## Demografía
Según el censo de 2010, había 13542 personas residiendo en Warrensville Heights. La densidad de población era de 1.263,86 hab./km². De los 13542 habitantes, Warrensville Heights estaba compuesto por el 3.65% blancos, el 93.46% eran afroamericanos, el 0.18% eran amerindios, el 0.25% eran asiáticos, el 0.01% eran isleños del Pacífico, el 0.41% eran de otras razas y el 2.04% pertenecían a dos o más razas. Del total de la población el 1.42% eran hispanos o latinos de cualquier raza.